# Žagar
Žagar je 26. najpogostejši priimek v Sloveniji, ki ga je po podatkih Statističnega urada Republike Slovenije na dan 31. decembra 2007 uporabljalo 2.820 oseb, na dan 1. januarja 2011 pa 2.827 oseb ter je med vsemi priimki po pogostosti uporabe zavzel 25. mesto.

## Znani nosilci priimka
- Alenka Žagar Slana (*1949), zdravnica in političarka
- Anka Žagar (*1954), hrvaška pesnica iz Gorskega kotarja
- Anton Žagar (1870—1901), duhovnik, dr. teol., misijonar?
- Barbara Žagar, sopranistka
- Barbara Čibej Žagar, psihologinja
- Bogdan Žagar (1901—1972), gozdar
- Boštjan Žagar (1907—1973), novinar in urednik
- Cilka Žagar (*1939), izseljenska učiteljica, pisateljica, pesnica, poznavalka avstralskih aborigenov
- Dejan Žagar, FPP UL
- Dragotin Žagar (1833—1903), narodni delavec
- Drago(tin) Žagar (*1941), pedagoški psiholog, univ. prof.
- Dušan Žagar, zdravnik nevropsihiater, psihoterapevt
- Dušan Žagar (*1963), gradbenik hidrotehnik
- France Žagar (*1932), jezikoslovec slovenist, didaktik
- Igor Ž. Žagar (*1960), filozof, sociolog, lingvist, univ. prof.
- Ivan Žagar (1923—?), tekstilni gospodarstvenik
- Ivan Žagar (*1962), politik, župan, minister za lokalno samoupravo
- Iztok Žagar (1923—2007), politični delavec, urednik in diplomat
- Jakob Žagar (1898—1973), dr. teol. (Salezijanec)
- Janez Žagar (1903—1972), pisatelj
- Janez Mihael Žagar (1732—1813), zdravnik in naravoslovec
- Janja Žagar (*1961), etnologinja, muzealka
- Janko Žagar  (1896—1972), rimskokatoliški duhovnik
- Janko Žagar (1921—1972), teolog, župnik
- Jelica Čok Žagar (1899—1988), učiteljica
- Jelko Žagar (*1928), diplomat
- Jože Žagar (1931—2010), gospodarstvenik
- Jože Žagar (1884—1957), slikar
- Kristina Žagar Soderžnik (*1981), kemičarka
- Lili Žagar (*1980), TV voditeljica
- Lojze Žagar (1897—1945?), slikar in grafik
- Luka Žagar (*1978), hokejist
- Ludvik Žagar (1910—1981), kemik, univ. profesor v Nemčiji, tudi teolog
- Marija (Marica) Žagar (1898—1978), knjižničarka in učiteljica
- Marija Žagar (1921—1998), profesorica slovenščine, dopisnica in sodelavka Borisa Pahorja
- Marjan Žagar (1920—1980), geograf, univ. profesor
- Mark Žagar (*1969), meteorolog
- Matej Žagar (*1983), spidvejist
- Mateo Žagar (*1965), hrvaški filolog, jezikoslovec, paleoslavist, akademik HAZU
- Matjaž Žagar (*1963), smučarski skakalec
- Miljenko Žagar (*1938), hrvaški teolog, založnik, leksikograf, politik in diplomat, prvi veleposlanik RH v Sloveniji
- Mitja Žagar (*1961), pravnik in politolog, strok.za politične sisteme in manjšinsko-etnična vprašanja, univ.prof.
- Mojca Žagar Karer, jezikoslovka leksikologinja, leksikografka
- Monika Žagar (*1949), literarna zgod., germanistka, skandinavistka, pisateljica
- Nada Žagar - Breza (1924—1944), aktivistka SKOJ-a in OF, borka v NOB
- Nedjeljka Žagar (r. Brzović) (*1971), meteorologinja hrv. rodu, prof. FMF (mož Marko Žagar, meteorolog)
- Nikolaj Žagar (1851—1934), klasični filolog, šolnik
- Rafael Žagar (1870—1901), izseljenski duhovnik v Ameriki (dr. teol.)
- Rožle Žagar (*1989), smučarski skakalec
- Silvio Žagar, hrvaški arhitekt
- Slavko Žagar, kolesar
- Stane Žagar (1896—1942), učitelj, partizan in narodni heroj
- Stanislav Žagar, strojnik in župan
- Tadej Žagar-Knez (*1991), nogometaš
- Tamara Žagar, pevka sopranistka
- Tanja Žagar (*1982), glasbenica, pop-pevka, pianistka
- Tomaž Žagar (*1972), jedrski in energetski strokovnjak, direktor ARAO, docent na Fakulteti za energetiko UM
- Tomislav Žagar (*1969), hrvaški politik (drug = slovenski arhitekt)
- Tone Žagar, glasbenik
- Vinko Žagar (*1944), gozdar, fitocenolog
- Zora Žagar (1950—2007), etnologinja
- Zoran Žagar (1924—2008), gospodarstvenik in diplomat
- Zvone (Anton Zvonimir) Žagar, poslanec skupščine RS 1990-92
- Zvonko Žagar, častnik, veteran vojne za Slovenijo